# Barbara Holliday
Barbara Cecilia Mary Holliday (gift Gray), född 1908 i storstadsområdet Greater Manchester, död 1968, var en brittisk friidrottare med hoppgrenar som huvudgren. Holliday var en pionjär inom damidrott, hon blev bronsmedaljör vid den andra ordinarie damolympiaden 1926.

## Biografi
Barbara Holliday föddes i stadsdelen Moss Side i Manchester i mellersta England. När hon började med friidrott tävlade hon främst i längdhopp men även i höjdhopp och gång.
Holliday deltog sedan i den andra ordinarie damolympiaden 27–29 augusti 1926 i Göteborg, under idrottsspelen vann hon bronsmedalj i längdhopp utan ansats.
Den 20 juli 1927 satte hon (inofficiellt) världsrekord i stående längdhopp med 2,57 meter vid tävlingar i London.
Senare gifte hon sig med skotske allmänläkaren James Davidson Gray och drog sig tillbaka från tävlingslivet. Paret flyttade till Hayling Island i grevskapet Hampshire i sydöstra England. Paret fick 2 barn Nigel och Simon. Holliday-Gray dog 1968.